# マツダ・RT24-P
マツダ・RT24-Pは、マツダがIMSAに参戦するために開発されたプロトタイプレーシングカーである。

## 概要
2014年から2016年までLMP2シャシー、ローラ・B08/80にSKYACTIV-Dの2.2L直列4気筒ディーゼルターボ（2016年はAER製2Lガソリンエンジン）で参戦していたマツダであったが、芳しい結果を残すことはできなかった。
2017年からLMP2シャシーを改造する「DPi」規定が導入された際に開発されたのが本車である。ライリー・マルチマティック・Mk.30をベースに、マツダがマルチマティック、ライリー・テクノロジーズと共同で設計・製造を行った。エンジンはSKYACTIVではなく、AER（アドヴァンスド・エンジン・リサーチ）製の2.0L直列4気筒シングルターボ（燃料はガソリン）が採用された。最高出力は約440kw 。フロントデザインは規則にのっとり、市販車の魂動デザインの意匠が盛り込まれている。
2017年のウェザーテック・スポーツカー選手権でマツダモータースポーツからそれぞれ55と70のカーナンバーで2台エントリーし、レースデビューを飾った。当初はカスタマー供給も計画していた。
開発や参戦体制の刷新が進むに連れて戦闘力を高め、セブリング12時間レースを含む幾度かの勝利を収めた。しかし2021年2月、マツダは同年末でのIMSAウェザーテック・スポーツカー選手権のDPiプログラムの終了と、2023年に導入予定となっていたDPi後継規定の「LMDh」へも参入しない旨を発表し、IMSAでの数十年に渡る挑戦の歴史にピリオドを打った。

## 開発
2016年11月16日、ロサンゼルスオートショーにて発表。
ボディワークはマルチマティックによる数値流体力学（CFD）を用いた空力開発により、ベースとなったライリーMk.30から多くの変更が加えられている。フロントセクションはマツダのデザインテーマである「魂動」を取り入れたデザインとし、リアウィングの支持形状もライリーMk.30とは異なるものとなっている。開発段階ではサイド出しマフラーを装着していたが、後にエンジンパワー向上のため一般的なリア出しエキゾーストに変更されている。

### 2017年以降の改良
2017年シーズン半ばのワトキンスグレン6時間において、70号車の冷却システムのアップデートが行われた。
2017年7月、マツダはカナディアンタイヤ・モスポート・パークのラウンド後、スピードソースとのプログラムを今年一杯で終了し、ヨースト・レーシングと来シーズンからのオペレーションを委託すると発表した。ヨースト・レーシングは北米とヨーロッパでRT24-Pのテストプログラムを実施する事を明らかにし、同年9月よりドイツのホッケンハイムリンクでテストを開始した。その後、100万ドルの予算を投じたアップグレードが施され、10月にはイギリスのドニントン・パークでシェイクダウンを行った。
北米でのテストプログラムは2017年11月1日にデイトナ・インターナショナル・スピードウェイで開始され、セブリング・インターナショナル・レースウェイでも追加のテストを実施。2017年12月に開催されたロサンゼルスモーターショーにおいて、新カラーリングを纏ったRT24-Pの改良型が正式に公開された。
2018年11月、2019年シーズンに向けたアップグレード計画を発表。エンジンに焦点を当て、信頼性と出力の向上を目指した。
2020年3月、ヨースト・レーシングとの契約を終了。以降の運営はマルチマティック・モータースポーツへと引き継がれた。

## レース戦績

### 2017年

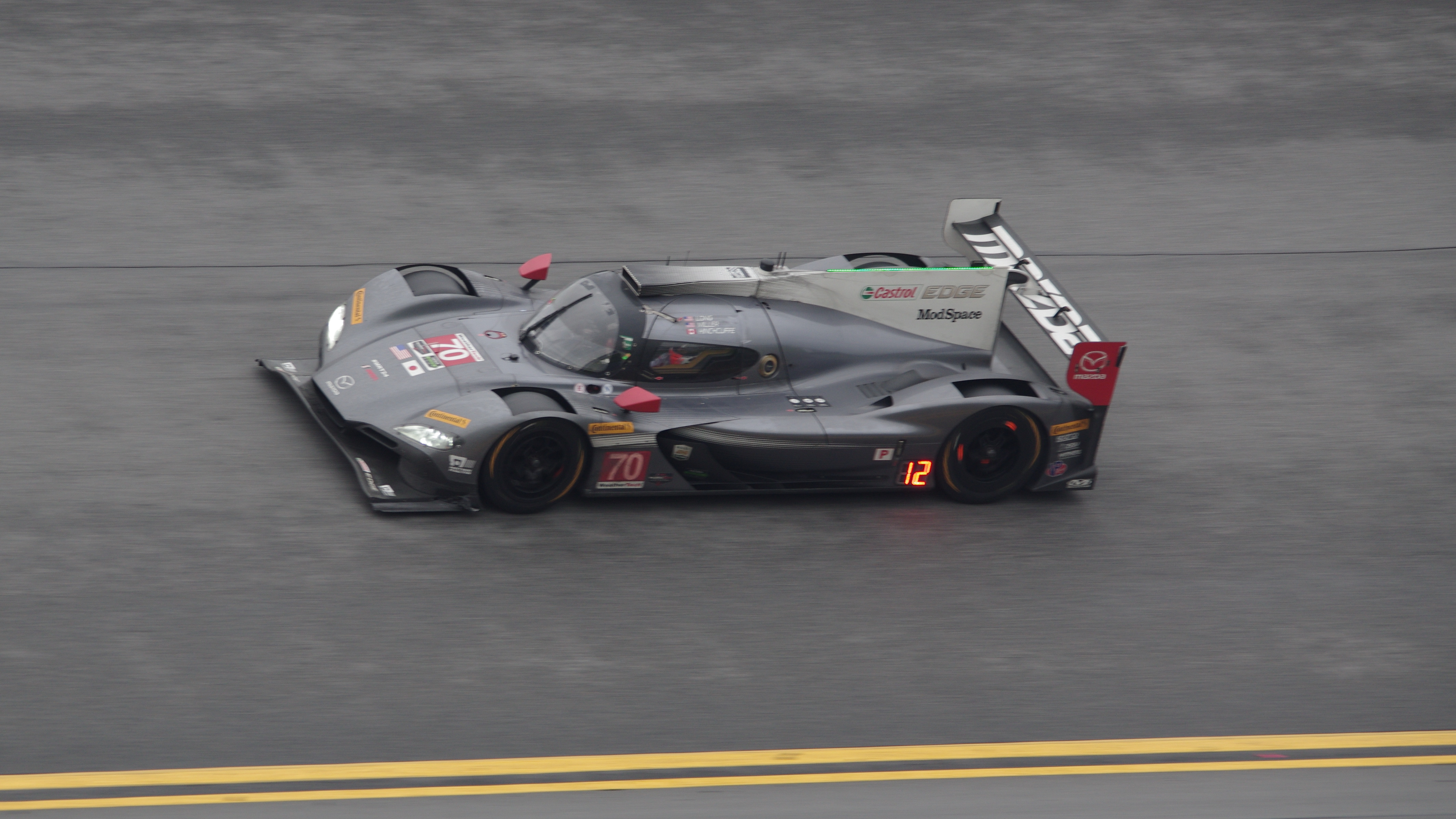
2017年デイトナ24時間レースでの＃70 マツダ・RT24-P

開幕戦のデイトナ24時間レースでは、予選は＃55が9位と＃70が10位、ポールポジションのキャデラックより3秒以上遅れた。 レースでは、＃55が順位を上げて総合5位まで順位を上げた後、＃55は火災が発生し、＃55のクルマは残り4時間でリタイアした。 ＃70もプラスチックがエアインテークに詰まり、レース後半にピットレーンペナルティが発生し、また＃10キャデラックDPi-VRとの衝突が発生し、リアウィングを修理するために、予定外のピットインが必要になった。レースの6時間後、車はクラッチとトランスミッションの問題に悩まされリタイヤになった。 
2戦目となるセブリング12時間レース、予選では＃55が8位と＃70が10位だった。レースは、＃55が総合29位で首位に29ラップダウンされ、＃70は修理のために多くの時間を失い完走できなかった。  
第3戦BUBBAバーガースポーツカーグランプリでは、＃55が3位で予選を通過し、キャデラックのウェインテイラーレーシングの約0.5秒差、＃70がトップから約1.4秒遅れた。  レースでは、＃55のトリスタン・ヌニェスとジョナサン・ボマリトのペアがイエローフラッグによりトップから15秒遅れて3位で初めての表彰台を獲得した。＃70は総合21位だった。 
第4戦サーキット・オブ・ジ・アメリカズは、＃55は7位。＃70は10位で予選を通過。レース中、両車とも電気系のトラブルに悩まされ 、＃55はリタイアを余儀なくされ、＃70は総合33位だった。
第5戦デトロイトストリートサーキットは、＃70のトム・ロングとジョエル・ミラーは3位で初表彰台だった。＃55は5位でフィニッシュした。 
第6戦ワトキンズグレンは、＃55は3位フィニッシュし、＃55はシーズン2回目の表彰台となった。 しかし、＃70はターボチャージャーのトラブルと、グリッド上のタイヤを交換したことでレース開始時にペナルティを受け、リタイヤに終わった。 
第7戦カナディアンタイヤ・モスポート・パークは、＃55が4位、＃70が5位だった。
その後マツダは、スピードソース・レースエンジニアリングチームとのパートナーシップの解消を発表した。最終的に2017年シーズンは今レースが最後のレースとなり、その後ヨースト・レーシングと提携、来年のウェザーテックスポーツカー選手権 の準備を開始した。また、スピードソース・レースエンジニアリングは活動停止となり、エンジン無しの2台のローラ LMP2シャーシ、3台のMAZDA6 GX車などの車は清算、その他の機器もオークションにかけられた。
2017年シーズン、チームランキングは#55は総合9位、＃70は10位に終わった。

### 2018年
開幕戦デイトナ24時間レースは、2台のマシンが早期にトラブルに見舞われて回復できず、＃55は火災が発生しリタイアし、＃77は後にギアボックスのトラブルでリタイヤした。
第2戦セブリング12時間レースでは、＃77はリアブレーキにトラブルで遅れ8位、また開始11時間まで、＃55がレースをリードしていたが、ヘッドランプの故障により、予定外のピットストップが必要になり、＃22 ESM 日産 DPiがトップに立った。＃55は最後のピットストップで、エンジン点火のトラブルで、1ラップ遅れとなり、6位となった。
第3戦ロングビーチ市街地コースは、＃77が4位、＃55が9位だった。
第4戦ミッドオハイオスポーツカーコースは、GTカーとの接触でサスペンションダメージで＃55はリタイア、＃77は3位でフィニッシュした。
第5戦デトロイト市街地コースは、＃77は最終ラップ燃料切れで9位、＃55はレースからわずか5周でドライブシャフトが故障したため、リタイアした。
2018年シーズン、チームランキングは＃77が総合8位、＃55は10位だった。

## IMSA ウェザーテック・スポーツカー・選手権の結果
| 年   | チーム                                                          | クラス | No. | ドライバー               | Rds.       | 1      | 2      | 3      | 4      | 5      | 6      | 7      | 8      | 9      | 10     | 11    | Pts. | Pos. |
| ---- | --------------------------------------------------------------- | ------ | --- | ------------------------ | ---------- | ------ | ------ | ------ | ------ | ------ | ------ | ------ | ------ | ------ | ------ | ----- | ---- | ---- |
| 2017 | マツダ・モータースポーツ                                        | P      | 55  | ジョナサン・ボマリト     | 1-7        | DAY 11 | SEB 5  | LBH 3  | AUS 10 | BEL 5  | WGL 3  | MOS 4  | ELK    | MON    | PET    |       | 181  | 9位  |
| 2017 | マツダ・モータースポーツ                                        | P      | 55  | トリスタン・ヌニェス     | 1-7        | DAY 11 | SEB 5  | LBH 3  | AUS 10 | BEL 5  | WGL 3  | MOS 4  | ELK    | MON    | PET    |       | 181  | 9位  |
| 2017 | マツダ・モータースポーツ                                        | P      | 55  | スペンサー・ピゴット     | 1-2,6      | DAY 11 | SEB 5  | LBH 3  | AUS 10 | BEL 5  | WGL 3  | MOS 4  | ELK    | MON    | PET    |       | 181  | 9位  |
| 2017 | マツダ・モータースポーツ                                        | P      | 70  | トム・ロング             | 1-7        | DAY 12 | SEB 8  | LBH 6  | AUS 8  | BEL 3  | WGL 9  | MOS 5  | ELK    | MON    | PET    |       | 168  | 10位 |
| 2017 | マツダ・モータースポーツ                                        | P      | 70  | ジョエル・ミラー         | 1-7        | DAY 12 | SEB 8  | LBH 6  | AUS 8  | BEL 3  | WGL 9  | MOS 5  | ELK    | MON    | PET    |       | 168  | 10位 |
| 2017 | マツダ・モータースポーツ                                        | P      | 70  | ジェームズ・ヒンチクリフ | 1          | DAY 12 | SEB 8  | LBH 6  | AUS 8  | BEL 3  | WGL 9  | MOS 5  | ELK    | MON    | PET    |       | 168  | 10位 |
| 2017 | マツダ・モータースポーツ                                        | P      | 70  | マリーノ・フランキッティ | 2,6        | DAY 12 | SEB 8  | LBH 6  | AUS 8  | BEL 3  | WGL 9  | MOS 5  | ELK    | MON    | PET    |       | 168  | 10位 |
| 2018 | マツダ・チーム・ヨースト                                        | P      | 55  | ジョナサン・ボマリト     | All        | DAY 16 | SEB 6  | LBH 9  | MOH 14 | BEL 14 | WGL 10 | MOS 11 | ELK 8  | MON 4  | PET 3  |       | 218  | 10位 |
| 2018 | マツダ・チーム・ヨースト                                        | P      | 55  | ハリー・ティンクネル     | 1-3,5-9    | DAY 16 | SEB 6  | LBH 9  | MOH 14 | BEL 14 | WGL 10 | MOS 11 | ELK 8  | MON 4  | PET 3  |       | 218  | 10位 |
| 2018 | マツダ・チーム・ヨースト                                        | P      | 55  | スペンサー・ピゴット     | 1-2,4,6,10 | DAY 16 | SEB 6  | LBH 9  | MOH 14 | BEL 14 | WGL 10 | MOS 11 | ELK 8  | MON 4  | PET 3  |       | 218  | 10位 |
| 2018 | マツダ・チーム・ヨースト                                        | P      | 55  | マリーノ・フランキッティ | 2,6        | DAY 16 | SEB 6  | LBH 9  | MOH 14 | BEL 14 | WGL 10 | MOS 11 | ELK 8  | MON 4  | PET 3  |       | 218  | 10位 |
| 2018 | マツダ・チーム・ヨースト                                        | P      | 77  | オリバー・ジャービス     | All        | DAY 17 | SEB 8  | LBH 4  | MOH 3  | BEL 9  | WGL 13 | MOS 6  | ELK 11 | MON 9  | PET 2  |       | 234  | 8位  |
| 2018 | マツダ・チーム・ヨースト                                        | P      | 77  | トリスタン・ヌニェス     | All        | DAY 17 | SEB 8  | LBH 4  | MOH 3  | BEL 9  | WGL 13 | MOS 6  | ELK 11 | MON 9  | PET 2  |       | 234  | 8位  |
| 2018 | マツダ・チーム・ヨースト                                        | P      | 77  | レネ・ラスト             | 1-2,6      | DAY 17 | SEB 8  | LBH 4  | MOH 3  | BEL 9  | WGL 13 | MOS 6  | ELK 11 | MON 9  | PET 2  |       | 234  | 8位  |
| 2018 | マツダ・チーム・ヨースト                                        | P      | 77  | ルーカス・ディ・グラッシ | 10         | DAY 17 | SEB 8  | LBH 4  | MOH 3  | BEL 9  | WGL 13 | MOS 6  | ELK 11 | MON 9  | PET 2  |       | 234  | 8位  |
| 2019 | マツダ・チーム・ヨースト                                        | DPi    | 55  | ジョナサン・ボマリト     | All        | DAY 9  | SEB 6  | LBH 8  | MOH 3  | BEL 11 | WGL 1  | MOS 2  | ELK 1  | MON 10 | PET 11 |       | 263  | 6位  |
| 2019 | マツダ・チーム・ヨースト                                        | DPi    | 55  | ハリー・ティンクネル     | 1-3,5-10   | DAY 9  | SEB 6  | LBH 8  | MOH 3  | BEL 11 | WGL 1  | MOS 2  | ELK 1  | MON 10 | PET 11 |       | 263  | 6位  |
| 2019 | マツダ・チーム・ヨースト                                        | DPi    | 55  | オリヴィエ・プラ         | 1-2,6,10   | DAY 9  | SEB 6  | LBH 8  | MOH 3  | BEL 11 | WGL 1  | MOS 2  | ELK 1  | MON 10 | PET 11 |       | 263  | 6位  |
| 2019 | マツダ・チーム・ヨースト                                        | DPi    | 55  | ライアン・ハンター＝レイ | 4          | DAY 9  | SEB 6  | LBH 8  | MOH 3  | BEL 11 | WGL 1  | MOS 2  | ELK 1  | MON 10 | PET 11 |       | 263  | 6位  |
| 2019 | マツダ・チーム・ヨースト                                        | DPi    | 77  | オリバー・ジャービス     | All        | DAY 11 | SEB 11 | LBH 4  | MOH 2  | BEL 10 | WGL 2  | MOS 1  | ELK 3  | MON 6  | PET 6  |       | 268  | 5位  |
| 2019 | マツダ・チーム・ヨースト                                        | DPi    | 77  | トリスタン・ヌニェス     | All        | DAY 11 | SEB 11 | LBH 4  | MOH 2  | BEL 10 | WGL 2  | MOS 1  | ELK 3  | MON 6  | PET 6  |       | 268  | 5位  |
| 2019 | マツダ・チーム・ヨースト                                        | DPi    | 77  | ティモ・ベルンハルト     | 1-2,6,10   | DAY 11 | SEB 11 | LBH 4  | MOH 2  | BEL 10 | WGL 2  | MOS 1  | ELK 3  | MON 6  | PET 6  |       | 268  | 5位  |
| 2019 | マツダ・チーム・ヨースト                                        | DPi    | 77  | レネ・ラスト             | 1          | DAY 11 | SEB 11 | LBH 4  | MOH 2  | BEL 10 | WGL 2  | MOS 1  | ELK 3  | MON 6  | PET 6  |       | 268  | 5位  |
| 2020 | マツダ・チーム・ヨースト(Rd.1) マツダ・モータースポーツ(Rd.2-9) | DPi    | 55  | ジョナサン・ボマリト     | All        | DAY1 6 | DAY2 1 | SEB1 5 | ELK 5  | ATL 2  | MOH 4  | PET 6  | MON 4  | SEB2 1 |        |       | 260  | 3位  |
| 2020 | マツダ・チーム・ヨースト(Rd.1) マツダ・モータースポーツ(Rd.2-9) | DPi    | 55  | ハリー・ティンクネル     | All        | DAY1 6 | DAY2 1 | SEB1 5 | ELK 5  | ATL 2  | MOH 4  | PET 6  | MON 4  | SEB2 1 |        |       | 260  | 3位  |
| 2020 | マツダ・チーム・ヨースト(Rd.1) マツダ・モータースポーツ(Rd.2-9) | DPi    | 55  | ライアン・ハンター＝レイ | 1,5,7,9    | DAY1 6 | DAY2 1 | SEB1 5 | ELK 5  | ATL 2  | MOH 4  | PET 6  | MON 4  | SEB2 1 |        |       | 260  | 3位  |
| 2020 | マツダ・チーム・ヨースト(Rd.1) マツダ・モータースポーツ(Rd.2-9) | DPi    | 77  | オリバー・ジャービス     | All        | DAY1 2 | DAY2 2 | SEB1 4 | ELK 6  | ATL 7  | MOH 5  | PET 7  | MON 5  | SEB2 3 |        |       | 247  | 6位  |
| 2020 | マツダ・チーム・ヨースト(Rd.1) マツダ・モータースポーツ(Rd.2-9) | DPi    | 77  | トリスタン・ヌニェス     | All        | DAY1 2 | DAY2 2 | SEB1 4 | ELK 6  | ATL 7  | MOH 5  | PET 7  | MON 5  | SEB2 3 |        |       | 247  | 6位  |
| 2020 | マツダ・チーム・ヨースト(Rd.1) マツダ・モータースポーツ(Rd.2-9) | DPi    | 77  | オリヴィエ・プラ         | 1,5,7,9    | DAY1 2 | DAY2 2 | SEB1 4 | ELK 6  | ATL 7  | MOH 5  | PET 7  | MON 5  | SEB2 3 |        |       | 247  | 6位  |
| 年   | チーム                                                          | クラス | No. | ドライバー               | Rds.       | 1      | 1      | 2      | 3      | 4      | 5      | 6      | 7      | 8      | 9      | 10    | Pts. | Pos. |
| 2021 | マツダ・モータースポーツ                                        | DPi    | 55  | オリバー・ジャービス     | All        | QR 2   | DAY 3  | SEB 2  | MOH 3  | BEL 4  | WGL1 1 | WGL2 5 | ELK 2  | MON 5  | LBH 5  | PET 1 | 3264 | 3位  |
| 2021 | マツダ・モータースポーツ                                        | DPi    | 55  | ハリー・ティンクネル     | All        | QR 2   | DAY 3  | SEB 2  | MOH 3  | BEL 4  | WGL1 1 | WGL2 5 | ELK 2  | MON 5  | LBH 5  | PET 1 | 3264 | 3位  |
| 2021 | マツダ・モータースポーツ                                        | DPi    | 55  | ジョナサン・ボマリト     | 1-3,5,10   | QR 2   | DAY 3  | SEB 2  | MOH 3  | BEL 4  | WGL1 1 | WGL2 5 | ELK 2  | MON 5  | LBH 5  | PET 1 | 3264 | 3位  |